# Кориньяк
Коринья́к (фр. Corignac) — коммуна во Франции, находится в регионе Пуату — Шаранта. Департамент коммуны — Шаранта Приморская. Входит в состав кантона Монтандр. Округ коммуны — Жонзак.
Код INSEE коммуны — 17118.

## Население
Население коммуны на 2010 год составляло 341 человек.
| 1962 | 1968 | 1975 | 1982 | 1990 | 1999 | 2010 |
| ---- | ---- | ---- | ---- | ---- | ---- | ---- |
| 220  | 190  | 179  | 211  | 230  | 261  | 341  |